# Plesiophrictus nilagiriensis
Plesiophrictus nilagiriensis là một loài nhện trong họ Theraphosidae.
Loài này thuộc chi Plesiophrictus. Plesiophrictus nilagiriensis được miêu tả năm 2007 bởi Siliwal, Molur & Raven.